# Rima al-Kadiri
Rima al-Kadiri (ar. ريما القادري, ur. 1963 w Damaszku) – syryjska polityk, od 2015 minister polityki społecznej.

## Życiorys
W 1986 roku ukończyła studia na wydziale literatury francuskiej Uniwersytetu Damasceńskiego. Od 2009 była wiceprzewodniczącą Komisji Współpracy i Planowania Międzynarodowego, a od 2014 jej przewodniczącą. W 2015 prezydent Baszszar al-Asad mianował ją ministrem polityki społecznej.